# Drugeth

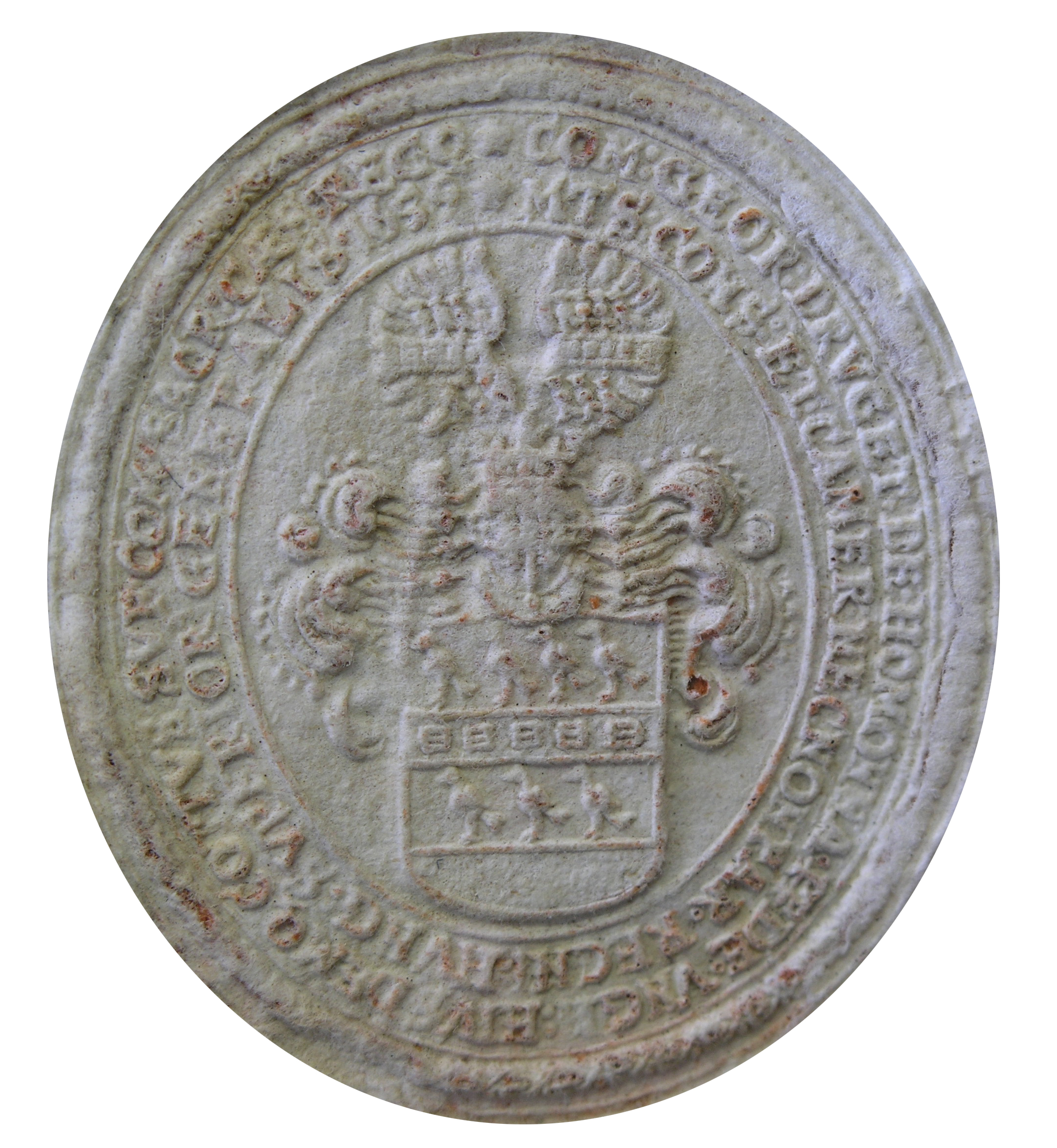
Drugeth de Homonna Georg, 1660 Košice (Kaschau)

Drugeth (neuslowakisch Druget) ist der Name eines Adelsgeschlechtes französisch-neapolitanischer Herkunft aus Salerno bei Neapel.
Die Familienmitglieder Philipp und Johann Drugeth kamen im Gefolge des Königs Robert Karl von Anjou ins Königreich Ungarn auf das Gebiet der heutigen östlichen Slowakei.
- Philipp I. (Fülöp) * 1288 – † 1327, Palatin; ⚭ Margit (1340?)
  - Klara (1351?); ⚭ Ákos Mikosfi (1351?)
- Johann I. (János) † 1334, Palatin
  - Wilhelm (Willerm, Vilmos) † 1342, Palatin; ⚭ Maria Follia (1330–55?)
  - Nikolaus I. (Drugeth Miklós, de Gerény) † 1355, Richter
    - Johann III. (János), † 1374; ⚭ Katharina (1381–1411?)
      - Nikolaus III. (Miklós), † 1379/80; ⚭ Susanna
      - Ladislaus II. (László), † 1397/98
      - Paska, 1384–1427?; ⚭ Ladislaus Lackfi († vor 1398)
      - Maria, 1384–1436?

    - Ladislaus I. (László), 1371?

  - Johann II. (Drugeth János, de Homonna), 1343–61?
    - Sebastian (Sebestyén), 1361?
    - Johann IV. (János), † 1400/02; ⚭ Ilona Paksi (1402–23?)
      - Stephan I. (László), 1387–94?
      - Johann III. (János), 1398–1415?
      - Philipp  II. (Fülöp), 1400–18?
      - Margit, 1419?; ⚭ Johann Báthori de Somlyó (1382–1419?)
      - Anna, 1419?; ⚭ Ladislaus Telegdi (1393–1419?)
      - Hedwig, 1419?

    - Nikolaus II. (Miklós)
      - Bartholomäus I. (Bertalan, Bertók), † 1411/13
      - Sigmund I. (Zsigmond), † 1430/34; ⚭ Ursula (1436–38?)
        - Bartholomäus II. (Bertalan), 1434-66?; ⚭ Anglis Rozgonyi (1453–72?)
          - Stephan III. (László), † 1484; ⚭ Hedwig, Tochter des Szaniszló, Vajda von Halics
          - Katharina, 1486–98?; ⚭ Johann Bánfi de Alsólendva (1484?)

      - Stephan II. (Drugeth István, de Homonna), 1411-66?; ⚭ Katharina (1436?)
        - Johann VII. (János)
          - Franz II. (Ferenc), † 1532
          - Katharina (Katalin), 1522?; ⚭ Johann Drágfi de Béltek († gefallen in der Schlacht bei Mohács 29. August 1526)
          - Georg I., † ca. 1548; ⚭ 22. Juni 1526 Ursula Ráskay de Ráska († 18. September 1528) (erste Ehe); Anna Tárczay († 1567) (zweite Ehe)
            - Magdalena, † 17. Juli 1527
            - Franz III. (Ferenc), 1552?; ⚭ Baroness Magdalena Révay de Sklabina et Blatnicza (erste Ehe); Elisabeth Perényi de Perényi (zweite Ehe)
              - Eufrosina Bátori (Fruzsina Báthori); ⚭ István Báthori de Ecsed († 1605)
              - Georg II.; ⚭ Eufrosina Dóczy de Nagylúcse 
                - Elisabeth (Erzsébet)
                - Georg III. (* 1583, † 1620) ⚭ Katharina Nádasdy de Nádasd et Fogarasföld (* ca. 1594)
                  - Maria, † 1643; ⚭ Graf Georg Széchy de Rimaszécs († 1625) (erste Ehe); Baron Andreas Szunyogh de Jeszenicze et Budethin († 1657) (zweite Ehe)
                  - Elisabeth, † vor 1667; ⚭ Pruszka 3. Juni 1630 Baron Ladislaus Révay de Trebosztó (* 7. Februar 1600 † 1667)
                  - Johann X. (János) Graf Drugeth de Homonna (* 1609, † 22. November 1645) ⚭ Baroness Anna/Katharina Jakussith de Orbova 
                    - Georg IV. (* 8. Juni 1633, † 9. Oktober 1661) ⚭ 1652 Gräfin Maria Esterházy (* 2. Februar 1638 † 2. April 1684) 
                      - Valentin, † 1691
                      - Johann
                      - Nikolaus
                      - Sigmund II. (Zsigmond), † 1684; ⚭ Gräfin Theresia Keglevich de Buzin
                        - Maria Klara; ⚭ Graf Peter Zichy de Zich et Vásonykeö (* 1674 † 1726)
                        - Barbara
                        - Julianna Therese (* 1679, † 1726) ⚭: 1693 Graf Nikolaus Pálffy de Erdõd († 1706) (erste Ehe); 1709 Graf Michael Wenzel von Althann (* 29. Juli 1668 † 25. Juli 1738) (zweite Ehe)

                      - Kristina

                    - Katharina; ⚭: Graf Adam Wesselényi de Hadad (erste Ehe); Nikolaus Draskovich de Trakostyán (* ca. 1630, Pressburg 1. November 1687) (zweite Ehe); Nikolaus Csáky (dritte Ehe)

            - Kaspar (Gáspár), 1595?; ⚭ Klara Losonczi
              - Kristina; ⚭ Johann Fügedy
              - Sophia; ⚭ Andreas Fügedy

          - Gabriel I., 1535-51?; ⚭ Barbara Warkoch von Nopsitz (erste Ehe); Fruzsina (Krisztina) Gyulaffy de Rátót (zweite Ehe)
            - Margit; ⚭ Jób Paksi
            - Stephan V. (István)
              - Ladislaus (László)
              - Valentín I. (Bálint) (* 1577 – † 1609)
                - Stephan VI. (István) † 1612

            - Kristina
            - Klara; ⚭ Baron Franz Révay de Szklabina et Blathnicza († 1588)

          - Emmerich I. 
            - Nikolaus V. (Miklós) (* ca. 1538, † nach dem 30. August 1580) ⚭ Monyorókerék 9. Januar 1569 Margit Zrínyi (* 1555, † ca. 1588)
              - Anna; ⚭ Michael Káthay
              - Elisabeth; ⚭ Peter Zborovszky

            - Johann (János)

          - Anton I., 1547-48?; ⚭ Anna Báthori de Somlyó
            - Nikolaus VI. (Miklós), 1575?
              - Barbara; ⚭ Georg Warkoch von Nopsitz

            - Barbara; ⚭ Martin Kecsethy (erste Ehe); Franz Kendy (* ca. 1500, † Gyulafehérvár 31. August 1558) (zweite Ehe)

          - Stephan IV. (István); ⚭ Klara Báthori de Ecsed († 1546)
            - Nikolaus IV. (Miklós) * 1546

          - Agnes; ⚭ Emmerich Országh de Guth (1490–1533?)
          - Katharina

        - Kaspar I.
        - Barbara; ⚭ Nikolaus Zólyomi de Albis (1489-98?)
        - Elisabeth; ⚭ Nikolaus Losonczi († 1521/25)
        - Tochter; ⚭ Stephan Szapolyai, Palatin († Pápa 23. Dezember 1499)

      - Ilona; ⚭ Georg Dobi

    - Stephan I. (István), 1364?
    - Franz I. (Ferenc), 1364-87?

Anmerkung: In Klammern stehen jeweils (moderne) ungarische Namen unabhängig davon, ob diese damals für die jeweilige Person auch tatsächlich gebräuchlich waren, weil die Quelle dieser Liste sämtliche Namen in ungarischer Sprache angibt.